# The Heart of New York
"Heart of New York" is de elfde aflevering van de televisieserie Captain Scarlet and the Mysterons, een sciencefictionserie waarin gebruikgemaakt wordt van de poppenspeltechniek supermarionation. De aflevering werd voor het eerst uitgezonden op ATV Midlands in Engeland op 8 december 1967. Qua productievolgorde was het echter de dertiende aflevering.

## Verhaal
Laat in de nacht naderen twee criminelen, Kruger en Doig, de Spectrum kluis aan de kade van een rivier met een kano. Ze schakelen de bewaker uit met zenuwgas, en breken in. Kruger wil weten hoe rijk Spectrum is.
De Mysterons maken ondertussen bekend dat ze de hebzucht en corruptie van de mensheid hebben bestudeerd, en dat ze nu het Hart van New York zullen vernietigen.
Kruger en Doig slagen in hun inbraak. Scarlet en Blue worden gestuurd om de kluis te inspecteren. De kluis die werd gekraakt bevatte geen rijkdommen, maar wel documenten met daarin de meest gevoelige informatie van Spectrum in de vorm van documenten en microfilms. Colonel White laat Scarlet ten Blue naar New York vliegen om de bedreiging van de Mysterons te onderzoeken. Spectrum politie zal de kluiszaak verder afhandelen. Terwijl ze in hun jet zitten vraagt Scarlet zich af waarom criminelen iets zouden stelen dat in hun ogen niets meer is dan “een paar waardeloze documenten”. Aangekomen in New York blijkt de stad te zijn geëvacueerd. Desondanks zoeken ze naar vallen en explosieven die misschien geplaatst zijn.
In een motel bekijken Kruger, Doig en hun handlanger, Carl, de “buit” van afgelopen avond. Doig bestempelt de documenten als waardeloos, maar Kruger is gefascineerd door de informatie die erin staat. Door de documenten leren ze van de oorlog tussen Spectrum en de Mysterons, en over de Mysterons gave tot retrometabolisatie. Ze besluiten hun voordeel te doen met deze kennis.
De drie criminelen maken een doos met plastic explosieven klaar en vertrekken met een auto naar het bos. Vlak bij een uitkijktoren van de brandweer stappen ze uit, plaatsen drie poppen in de auto, en laten de auto het ravijn in rijden alwaar hij ontploft. De bewaker in de toren ziet dit en denkt dat de mannen zijn omgekomen. Dan duiken de drie plotseling zelf op en beweren Mysteronagenten te zijn, die zojuist zijn geretrometaboliseerd. Kruger zegt dat ze de Tweede Nationale Bank van New York zullen vernietigen, waarna hij de bewaker met gas uitschakelt.
Na bericht te hebben ontvangen van de uitkijktoren is Colonel White zwaar verbaasd dat na hun dreigement de Mysterons hun doelwit opeens beperken tot de bank. Niet bereid levens te riskeren voor het redden van slechts 1 gebouw, geeft hij het bevel dat iedereen New York moet verlaten.
Met een andere auto naderen Kruger, Doig en Carl New York. Ze worden staande gehouden door Captain Magenta, terwijl Captain Ochre ze in het geheim scant met een Mysteron Detector. Ochre bevestigd dat de mannen geen Mysterons zijn, en Magenta laat ze erdoor. Ze arriveren kort daarna bij de bank, zicht niet bewust dat Captain Black hen in de gaten houdt.
De inbrekers plaatsen hun explosieven bij de kluis waarin de goudreserves van de hele Oostkust opgeslagen liggen.
Scarlet en Blue arriveren bij Magenta’s wegblokkade in een Spectrum Saloon, en willen weten waarom Magenta de drie mannen heeft doorgelaten. Volgens Magenta wisten ze van de Mysterons plannen, en hadden ze toestemming. Scarlet herinnert zich dat alleen Spectrum personeel is verteld over de plannen van de Mysterons. Dat, gecombineerd met het feit dat de Mysteron Detector hen niet identificeerde als Mysterons, maakt dat de autocrash waar Colonel White over te horen kreeg vals is. Scarlet en Blue haasten zich naar de bank. In de bank hebben de drie inbrekers zich toegang verschaft tot de kluis. Ze worden echter opgesloten door Captain Black, die meldt dat de bank over 5 minuten zal ontploffen.
Scarlet en Blue arriveren bij de bank, maar keren om wanneer ze Black zien. De Mysteronstem waarschuwt Black voor Magenta’s wegblokkade, en hij rijdt een doodlopende steeg in. Daar verdwijnen Black en de auto in het niets. Op datzelfde moment explodeert de bank.
In Cloudbase maakt Colonel White bekend dat de Mysterons het “Hart van New York” hebben vernietigd. Hij begrijpt nu ook wat ze bedoelden met “de hebzucht en corruptie van de mensheid”. Hij gelooft echter niet dat Kruger, Doig en Carl stereotiepe mensen waren, en is ervan overtuigd dat het goede van de mens het kwade van de Mysterons zal overwinnen.

## Rolverdeling

### Reguliere stemacteurs
- Captain Scarlet — Francis Matthews
- Captain Blue — Ed Bishop
- Colonel White — Donald Gray
- Lieutenant Green — Cy Grant
- Captain Ochre — Jeremy Wilkin
- Captain Magenta — Gary Files
- Captain Black — Donald Gray
- Stem van de Mysterons — Donald Gray

### Gastrollen
- Kruger — David Healy
- Doig — Gary Files
- Carl — Martin King
- Uitkijkpost— Jeremy Wilkin
- Bewaker — Martin King

## Fouten
- In de scène waar Kruger, Doig en Carl de uitkijkpost ervan overtuigen dat ze Mysteronagenten zijn, verander de kleur van Kruger’s jasje.

## Trivia
- Dit is de eerste aflevering waarin de Mysterons hun gave tonen om voorwerpen en personen te teleporteren naar andere plaatsen.
- De duikboot gebruikt door Kruger en Doig is gelijk aan de duikboot van The Hood uit de Thunderbirdsaflevering Desperate Intruder.